# Deutsche Leichtathletik-Hallenmeisterschaften 2019
Die 66. Deutschen Leichtathletik-Hallenmeisterschaften wurden am 16. und 17. Februar 2019 in der Arena Leipzig ausgetragen. Zum achten Mal war Leipzig Gastgeber. Zwei Wochen später fanden die Halleneuropameisterschaften in Glasgow statt.

## Ausgelagerte Wettbewerbe
Aus zeitlichen oder organisatorischen Gründen werden verschiedene Wettbewerbe nicht im Rahmen dieser Veranstaltung ausgetragen. Im Jahr 2019 waren dies:
- Siebenkampf: 26. bis 27. Januar in der Sporthalle Brandberge in Halle (Saale)
- Fünfkampf: 26. bis 27. Januar in der Sporthalle Brandberge in Halle (Saale)
- 3-mal-800-Meter-Staffel: 24. Februar im Glaspalast Sindelfingen
- 3-mal-1000-Meter-Staffel: 24. Februar im Glaspalast Sindelfingen
- Bahngehen: 1. März in Halle (Saale)

## Medaillengewinner

### Männer
| Disziplin          | Gold                                                                                        | Leistung     | Silber                                                                             | Leistung     | Bronze                                                                      | Leistung     |
| ------------------ | ------------------------------------------------------------------------------------------- | ------------ | ---------------------------------------------------------------------------------- | ------------ | --------------------------------------------------------------------------- | ------------ |
| 60 m               | Kevin Kranz (Sprintteam Wetzlar)                                                            | 6,59 s       | Michael Pohl (Sprintteam Wetzlar)                                                  | 6,67 s       | Michael Bryan (LC Rehlingen)                                                | 6,68 s       |
| 200 m              | Patrick Domogala (MTG Mannheim)                                                             | 20,77 s      | Maurice Huke (TV Wattenscheid 01)                                                  | 20,86 s      | Tobias Lange (TSV Bayer 04 Leverkusen)                                      | 21,07 s      |
| 400 m              | Torben Junker (LG Olympia Dortmund)                                                         | 47,18 s      | Marvin Schlegel (LAC Erdgas Chemnitz)                                              | 47,69 s      | Marc Koch (LG Nord Berlin)                                                  | 47,75 s      |
| 800 m              | Robert Farken (SC DHfK Leipzig)                                                             | 1:49,60 min  | Christoph Kessler (LG Region Karlsruhe)                                            | 1:49,70 min  | Jan Riedel (Dresdner SC)                                                    | 1:50,09 min  |
| 1500 m             | Marius Probst (TV Wattenscheid 01)                                                          | 3:42,38 min  | Marc Reuther (LG Eintracht Frankfurt)                                              | 3:44,07 min  | Lukas Abele (SSC Hanau-Rodenbach)                                           | 3:45,08 min  |
| 3000 m             | Sam Parsons (LG Eintracht Frankfurt)                                                        | 7:53,71 min  | Amos Bartelsmeyer (LG Eintracht Frankfurt)                                         | 7:54,39 min  | Florian Orth (LG Telis Finanz Regensburg)                                   | 8:00,08 min  |
| 60 m Hürden        | Gregor Traber (LAV Tübingen)                                                                | 7,62 s       | Erik Balnuweit (TV Wattenscheid 01)                                                | 7,71 s       | Luke Campbell (LG Eintracht Frankfurt)                                      | 7,81 s       |
| 4 × 200 m Staffel  | TSV Bayer 04 Leverkusen IIAleixo-Platini Menga Tobias Lange Jonas Breitkopf Daniel Hoffmann | 1:24,92 min  | TV Wattenscheid 01Maurice Huke Philipp Trutenat Robert Hering Maximilian Heinrichs | 1:25,01 min  | LT DSHS KölnDennis Horn Dominik Wotzka Marc van Rechtern Björn Rasmus Pröve | 1:28,07 min  |
| 3 × 1000 m Staffel | LG Region Karlsruhe 1Holger Körner Pascal Kleyer Christoph Kessler                          | 7:15,78 min  | LG Olympia DortmundConstantin Feist Steffen Baxheinrich Maximilian Feist           | 7:28,19 min  | LG Region Karlsruhe 2Tobias Ferreira Christoph Uhl Alexander Kessler        | 7:36,49 min  |
| 5000 m Bahngehen   | Christopher Linke (SC Potsdam)                                                              | 18:33,68 min | Nils Brembach (SC Potsdam)                                                         | 19:08,81 min | Leo Köpp (LG Nord Berlin)                                                   | 20:42,27 min |
| Hochsprung         | Mateusz Przybylko (TSV Bayer 04 Leverkusen)                                                 | 2,26 m       | Falk Wendrich (LAZ Soest)                                                          | 2,26 m       | Torsten Sanders (TSV Bayer 04 Leverkusen)                                   | 2,23 m       |
| Stabhochsprung     | Bo Kanda Lita Baehre (TSV Bayer 04 Leverkusen)                                              | 5,60 m       | Torben Blech (TSV Bayer 04 Leverkusen)                                             | 5,50 m       | Daniel Clemens (LAZ Zweibrücken)                                            | 5,50 m       |
| Weitsprung         | Fabian Heinle (VfB Stuttgart)                                                               | 7,78 m       | Maximilian Entholzner (1. FC Passau)                                               | 7,73 m       | Gianluca Puglisi (Königsteiner LV)                                          | 7,59 m       |
| Dreisprung         | Max Heß (LAC Erdgas Chemnitz)                                                               | 16,74 m      | Tobias Hell (Schweriner SC)                                                        | 15,85 m      | Vincent Vogel (LAC Erdgas Chemnitz)                                         | 15,42 m      |
| Kugelstoßen        | David Storl (SC DHfK Leipzig)                                                               | 21,32 m      | Tobias Dahm (VfL Sindelfingen)                                                     | 19,42 m      | Christian Zimmermann (Kirchheimer SC)                                       | 19,39 m      |
| Siebenkampf        | Andreas Bechmann (LG Eintracht Frankfurt)                                                   | 6017 Punkte  | Tim Nowak (SSV Ulm 1846)                                                           | 5903 Punkte  | Manuel Eitel (SSV Ulm 1846)                                                 | 5840 Punkte  |

### Frauen
| Disziplin         | Gold                                                                           | Leistung       | Silber                                                                                   | Leistung     | Bronze                                                                                 | Leistung     |
| ----------------- | ------------------------------------------------------------------------------ | -------------- | ---------------------------------------------------------------------------------------- | ------------ | -------------------------------------------------------------------------------------- | ------------ |
| 60 m              | Lisa-Marie Kwayie (Neuköllner Sportfreunde)                                    | 7,19 s         | Alexandra Burghardt (LG Gendorf Wacker Burghausen)                                       | 7,30 s       | Rebekka Haase (Sprintteam Wetzlar)                                                     | 7,32 s       |
| 200 m             | Rebekka Haase (Sprintteam Wetzlar)                                             | 23,04 s        | Jessica-Bianca Wessolly (MTG Mannheim)                                                   | 23,33 s      | Tiffany Eidner (Bad Lobenstein TC)                                                     | 23,92 s      |
| 400 m             | Nadine Gonska (MTG Mannheim)                                                   | 53,24 s        | Luna Bulmahn (VfL Eintracht Hannover)                                                    | 53,67 s      | Laura Müller (LC Rehlingen)                                                            | 54,20 s      |
| 800 m             | Katharina Trost (LG Stadtwerke München)                                        | 2:05,16 min    | Christina Hering (LG Stadtwerke München)                                                 | 2:05,16 min  | Alina Ammann (TuS Esingen)                                                             | 2:05,71 min  |
| 1500 m            | Hanna Klein (SG Schorndorf)                                                    | 4:36,64 min    | Gesa Felicitas Krause (Silvesterlauf Trier)                                              | 4:37,65 min  | Caterina Granz (LG Nord Berlin)                                                        | 4:37,71 min  |
| 3000 m            | Konstanze Klosterhalfen (TSV Bayer 04 Leverkusen)                              | 8:32,47 min DR | Alina Reh (SSV Ulm 1846)                                                                 | 8:43,72 min  | Deborah Schöneborn (LG Nord Berlin)                                                    | 9:21,77 min  |
| 60 m Hürden       | Pamela Dutkiewicz (TV Wattenscheid 01)                                         | 7,90 s         | Cindy Roleder (SV Halle)                                                                 | 8,00 s       | Louisa Grauvogel (TSV Bayer 04 Leverkusen)                                             | 8,16 s       |
| 4 × 200 m Staffel | MTG MannheimJessica-Bianca Wessolly Ricarda Lobe Nadine Gonska Katrin Wallmann | 1:34,89 min    | TSV Bayer 04 Leverkusen IJennifer Montag Louisa Grauvogel Frieda Breitkopf Mareike Arndt | 1:35,66 min  | LT DSHS Köln IFelicitas Ulmer Christine Salterberg Laura Sophie Großhaus Nelly Schmidt | 1:35,92 min  |
| 3 × 800 m Staffel | TSV Bayer 04 LeverkusenBerit Scheid Lena Klaassen Rebekka Ackers               | 6:31,11 min    | ASV KölnKim Uhlendorf Vera Hoffmann Christina Zwirner                                    | 6:33,94 min  | Startgemeinschaft Pliezhausen-Gomar-BalingenKatrin Wallner Julia Rieger Kim Penz       | 6:49,51 min  |
| 3000 m Bahngehen  | Teresa Zurek (SC Potsdam)                                                      | 12:47,36 min   | Saskia Feige (SC Potsdam)                                                                | 13:07,16 min | Josephine Grandi (SC Potsdam)                                                          | 14:32,90 min |
| Hochsprung        | Imke Onnen (Hannover 96)                                                       | 1,96 m         | Marie-Laurence Jungfleisch (VfB Stuttgart)                                               | 1,90 m       | Christina Honsel (LG Olympia Dortmund)                                                 | 1,90 m       |
| Stabhochsprung    | Lisa Ryzih (ABC Ludwigshafen)                                                  | 4,60 m         | Katharina Bauer (TSV Bayer 04 Leverkusen)                                                | 4,55 m       | Regine Bakenecker (TSV Bayer 04 Leverkusen)                                            | 4,30 m       |
| Weitsprung        | Malaika Mihambo (LG Kurpfalz)                                                  | 6,72 m         | Annika Gärtz (LV 90 Erzgebirge)                                                          | 6,47 m       | Merle Homeier (VfL Bückeburg)                                                          | 6,38 m       |
| Dreisprung        | Kristin Gierisch (LAC Erdgas Chemnitz)                                         | 14,38 m        | Jenny Elbe (Dresdner SC)                                                                 | 13,76 m      | Maria Purtsa (LAC Erdgas Chemnitz)                                                     | 13,46 m      |
| Kugelstoßen       | Christina Schwanitz (LV 90 Erzgebirge)                                         | 19,54 m        | Alina Kenzel (VfL Waiblingen)                                                            | 17,94 m      | Sara Gambetta (SV Halle)                                                               | 17,90 m      |
| Fünfkampf         | Sophie Hamann (TuS Metzingen)                                                  | 4060 Punkte    | Annika Gärtz (LV 90 Erzgebirge)                                                          | 4001 Punkte  | Laura Voß (LT DSHS Köln)                                                               | 3965 Punkte  |